# Ghouta

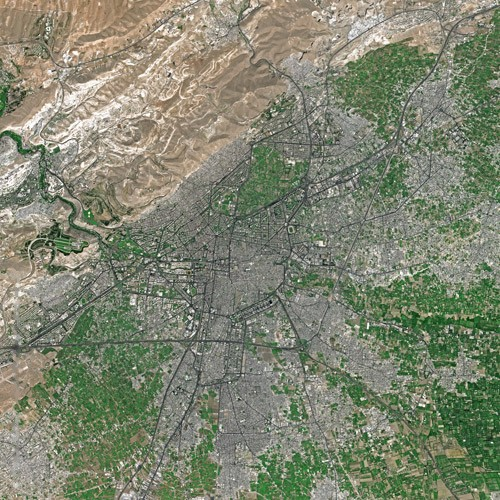
Uma imagem de satélite de Damasco mostrando a região de Ghouta.

Ghouta (árabe: غوطة دمشق‎ / ALA-LC: Ghūṭat Dimashq), ou ainda Damasco Ghouta, Ghouta, Ghuta, Vale Ghutah, Ghutat Damasco, Ghūţat Damasco, Oasis de Damasco, planície de Damasco, Rhota, Rhouta é uma coleção de fazendas em Rif Dimashq perto da parte oriental de Damasco, na Síria.
Ghouta é um cinturão agrícola em torno da cidade de Damasco, no sul e leste. Separando a cidade a partir das pastagens secas que fazem fronteira com o deserto da Síria, que tem proporcionado aos seus habitantes uma variedade de cereais, legumes e frutas há milhares de anos. Apesar dos assentamentos humanos na área datarem de tempos antigos, um desenvolvimento descontrolado da região ocorreu ao longo das últimas décadas. A crescente demanda por alimentos por parte da população em rápido crescimento na capital, a urbanização e o desenvolvimento industrial têm aumentado a pressão sobre as terras agrícolas. Este cinturão verde tem sido um recurso muito popular para os moradores da cidade especialmente na primavera.
Ghouta é a região agrícola mais densa da Síria, mas a expansão da imigração e da civilização tem reduzido o número de fazendas e aldeias. Assim, sua área se expandiu e encolheu.